# 女囚犯摧殘史
《女囚犯摧殘史》（義大利語：Violenza in un carcere femminile）是一部由布魯諾·馬泰執導的女子監獄電影。該片由蘿拉·耿瑟和蓋布爾·亭蒂主演，講述了艾曼妞的故事，她因毒品和賣淫被送往圣卡塔琳娜女子監獄，在那裡她遇到了典獄長和其他囚犯。她的真正原因是為國際特赦組織進行臥底報導。這是《野性艾曼妞》電影系列的第七部電影，也是馬泰導演的第一部。

## 剧情
記者艾曼妞（蘿拉·耿瑟飾）以假身份假扮毒販，將自己送進監獄，以調查和記錄囚犯遭受的殘暴和虐待。在那裡，她遭到攻击，被單獨監禁，身受重伤。艾曼妞在莫蘭医生（蓋布爾·亭蒂飾）和一些囚犯的幫助下，報告了她的所见所闻，隨後肇事者被捕。

## 制作
《女囚犯摧殘史》由布魯諾·馬泰執導，有些版本他署名為文森特·唐（Vincent Dawn）或吉爾伯特·魯塞爾（Gilbert Roussel）。

## 发行
《女囚犯摧殘史》於1982年上映。1984年4月在美國以《籠中女子》（Caged Women）上映。該片還有另一個標題《女子監獄4》（Women's Penitentiary 4）。

## 评价
AllMovie給這部電影打了一顆星（滿分五顆星）的評分，並指出“馬泰在骯髒的地方毫不吝嗇，在滿是糞便的地板上呈現了一場三人爭鬥，耿瑟在單獨監禁中被老鼠啃咬，一個同性戀者在他的異性戀獄友被脫衣舞、各種強姦、酷刑和嘔吐場面激發性欲後，他被雞姦致死。”

## 家庭媒体
DVD於2002年12月由Shriek Show在1区首发。全區藍光由Severin Films於2018年5月發行。

### 括號来源
- Paul, Louis. . McFarland. 2005. ISBN 978-0-7864-8749-3.
- Willis, John.  36. Crown Publisher, Inc. 1985. ISBN 0-517-55821-1.